# یان‌چشمه
یان‌چشمه شهری ساحلی در کرانه سد زاینده رود است که در شهرستان بن از توابع استان چهارمحال و بختیاری قرار دارد. مردم این شهر به زبان ترکی صحبت می‌کنند.
یانچشمه به دلیل نزدیکی به دریاچه سد زاینده رود یکی از مقاصد گردشگری مردم از سراسر کشور است. شهر جدید یان‌چشمه پس از زیر آب رفتن روستای قدیم در اثر بنای سد زاینده‌رود در مکان کنونی ساخته شد. دریاقلی سورانی، مشهور به ناجی آبادان، متولد یان‌چشمه بود.

## ریشه نام
معنای یانچشمه در زبان ترکی، «چشمه‌کنار» است و این با وجودِ چشمه‌های فراوان در آن ناحیه، سازگاری دارد.